# Mercabò
Il Castello di Mercabò o Marcabò o Marcamò fu una fortezza costruita dai veneziani tra il 1258 e il 1260 per difendere le loro rotte commerciali sul Po di Primaro.
Serviva anche a presidiare la Torre di Primaro. I guelfi di Romagna, capeggiati dai Da Polenta, signori di Ravenna, lo attaccarono il 24 settembre 1309 e lo distrussero. Nell'impresa si distinse il giovanissimo Guido Novello, futuro protettore ed ospite di Dante Alighieri.

Il toponimo Marcabò sopravvisse ad indicare una zona semi-paludosa, oggi bonificata, compresa tra l'antico alveo del Lamone e l'antico corso del Primaro.

## Nella letteratura
È citato nell'Inferno (XXVIII, 75) in una perifrasi che indica la Pianura Padana:
Siccome Dante lo cita come ancora in piedi, è diventato uno dei riferimenti utili a datare la stesura dell'Inferno, non oltre il 1309 quindi.